# Plectophanes pilgrimi
Plectophanes pilgrimi är en spindelart som beskrevs av Forster 1964. Plectophanes pilgrimi ingår i släktet Plectophanes och familjen Cycloctenidae. Inga underarter finns listade i Catalogue of Life.